# Обыково
О́быково (чув. Упукушкăнь) — деревня в Красночетайском районе Чувашской Республики. Входит в состав Штанашского сельского поселения.

## География
Находится в северо-западной части Чувашии на расстоянии приблизительно 19 км на восток от районного центра — села Красные Четаи. Расстояние до столицы республики, города Чебоксары, составляет 121 км, до районного центра — 25 км, до железнодорожной станции — 53 км.

## История
Жители — до 1835 года государственные крестьяне, до 1863 года — удельные; занимались земледелием, животноводством, колёсным, ободным, портняжным промыслами. В 1895 году в деревне открыта церковная школа грамоты, в 1901 году — земская участковая больница на 4 койки. 

В 1931 году был образован колхоз «Жнейка». В 1931—1940, 1955—1957 годах функционировала сельскохозяйственная артель им. Ворошилова, в 1958—1960 годах — колхоз «Сталь». По состоянию на 1 мая 1981 года деревня Обыково Штанашского сельского совета входила в состав колхоза «Маяк»:93.
Административно-территориальная принадлежность
В составе: Атаевской волости (Атаевского удельного приказа — в 1835—1863 годах) Курмышского уезда Симбирской губернии (до 7 сентября 1920 года), той же волости Ядринского уезда Чувашской АО (до 1 октября 1927 года), Красночетайского (до 20 декабря 1962 года), Шумерлинского (до 3 ноября 1965 года) районов. С 3 ноября 1965 года — вновь в Красночетайском районе:210.

Сельские советы: Обыковский (с 1 октября 1927 года), Штанашский (с 14 июня 1954 года):210.
Религия
По состоянию на 1900 год жители деревни были прихожанами Вознесенской церкви села Штанаши: построена в 1770 году, в 1856 году на средства прихожан отстроена новая деревянная церковь с главным престолом в честь Вознесения Господня, придел во имя Святого Архангела Михаила. Закрыта в 1941 году, не сохранилась.

## Название
Название деревни, вероятнее всего, произошло от имени чуваша-язычника Упук+ушкăнь в значении «род». Будто деревню основали люди рода Упук. Опикка — личное имя мужчины (Ашмарин, III, 253). — Географические названия Чувашской Республики
Исторические и прежнее названия
Исторические: Кадикасы, Обиково. Прежнее: Упакасси (1927).

## Население
| 2010 | 2012 |
| ---- | ---- |
| 96   | ↗137 |

В 1870 году в деревне проживали 309 человек. В 1897 году отмечено 72 двора и 397 жителей, в 1927 — 119 дворов, 518 жителей, в 1939 — 516 жителей, в 1979 — 297. В 2002 году было 56 дворов, в 2010 — 35 домохозяйств. Постоянное население составляло 151 человек (чуваши 99 %) в 2002 году, 96 в 2010.

## Инфраструктура
в 2010 действовало ООО «Асамат». Имеется клуб. 
Памятники и памятные места
- Мемориальная доска в честь Героя Советского Союза Логинова Алексея Романовича (д. Обыково, ул. Логинова, д.35);
- Стела в честь земляков деревни Обыково, павших в боях Великой Отечественной войны (д. Обыково, ул. Советская)[15].

## Уроженцы
- Логинов, Алексей Романович (1903, Обыково, Курмышский уезд — 1943, при форсировании реки Днепр, похоронен в селе Новосёлки Черниговской области Украины) — народный судья Красночетайского районного суда, участник Великой Отечественной войны, Герой Советского Союза (1944).